# Aleksejs Rosļikovs
Aleksejs Rosļikovs, né le 26 février 1984, est un homme d'affaires et homme politique letton. Membre fondateur de Pour la stabilité !, il est député de la Saeima depuis les élections de 2022. 

## Biographie
Aleksejs Rosļikovs naît le 26 février 1984.
De 2004 à 2005, il est employé au sein du département de police d'État (en) de la ville de Riga, d'abord comme infirmier puis comme inspecteur. En 2011, il termine ses études et obtient son diplôme de l'université Turība (en). Il devient homme d'affaires et investit dans plusieurs entreprises, siégeant parfois au sein de leur conseil d'administration.
En 2017, Aleksejs Rosļikovs est élu au conseil municipal de Riga, en tant que membre du Parti social-démocrate « Harmonie ». En 2019, avec trois autres élus, il est renvoyé de la faction sociale-démocrate et quitte la majorité municipale pour indiscipline. Il continue à siéger au conseil en tant qu'indépendant jusqu'à la fin de son mandat, en 2020,. Il se représente au sein d'une nouvelle liste lors des élections de 2020 mais elle ne dépasse pas le seuil électoral et il n'est pas élu.
En 2021, il fonde Pour la stabilité ! (en letton : Stabilitātei!) avec Valērijs Petrovs. Le parti présente une liste lors des élections législatives de 2022 et dépasse le seuil électoral, notamment grâce au soutien de la minorité russe de Lettonie (en). Aleksejs Rosļikovs est élu député de la 14e législature de la Saeima.
Le 5 juin 2025, Aleksejs Rosļikovs monte à la tribune pour s'opposer à un texte sur la russification de la Lettonie durant l'occupation soviétique. Il conclut son discours par une phrase en russe et un geste vulgaire. Suivant les règles de l'assemblée, qui font notamment du letton l'unique langue autorisée lors des travaux parlementaires, il est exclu après un vote des parlementaires. Selon LSM, son geste vise à obtenir un « petit coup de publicité » avant les élections locales. 